# 维莱叙特里
维莱叙特里（法語：Villers-sur-Trie，法語發音：[vilɛʁ syʁ tʁi]，意为“特里上方的维莱”）是法国瓦兹省的一个旧市镇，属于博韦区。2018年，维莱叙特里与市镇特里堡合并为新的特里堡。

## 地名
与在法语地名中一般表示“在……河畔”之意的“sur”不同，该地名Villers-sur-Trie中的“sur”意为“在……上方”，表示名为维莱（Villers）的该地与特里（Trie）的位置关系，并以“特里上方的维莱”之名区分其他的“维莱”，且事实上在该地附近也并无“特里河”存在。

## 地理
维莱叙特里（49°18'25"N, 1°49'22"E）面积4.05 平方千米，位于法国上法蘭西大區瓦兹省，该省份为法国北部内陆省份，北起索姆省，西接厄尔省和滨海塞纳省，南至塞纳-马恩省和瓦兹河谷省，东临埃纳省。
与维莱叙特里接壤的市镇（或旧市镇、城区）包括：埃南库尔莱阿日、埃普特河畔埃拉尼、弗拉瓦库尔、特里堡。
维莱叙特里的时区为UTC+01:00、UTC+02:00（夏令时）。

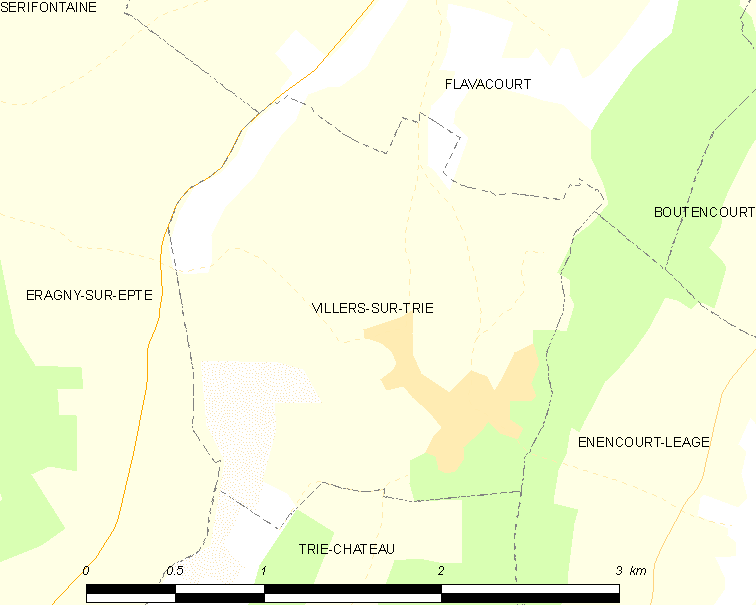
维莱叙特里的OSM定位图

## 行政
维莱叙特里的邮政编码为60590，INSEE市镇编码为60690。

## 政治
维莱叙特里所属的省级选区为韦克桑地区肖蒙县。

## 人口

1962-2008年间维莱叙特里人口变化图示

维莱叙特里于2018年1月1日时的人口数量为324人。